# Un Hamlet de moins
Pour plus de détails, voir Fiche technique et Distribution.
Un Hamlet de moins (Un Amleto di meno)  est un film expérimental italien sorti en 1973 réalisé par Carmelo Bene . Il a été présenté au Festival de Cannes en 1973.

## Trame
Carmelo Bene est le directeur d'une compagnie de théâtre qui tourne autour de divers théâtres en Europe, mettant en scène Hamlet de William Shakespeare. Carmelo Bene interprète le rôle du prince du Danemark déshérité par son oncle et par l'ensemble de la société; ces situations se confondent avec l'intrigue de l'œuvre de Shakespeare. Hamlet devient inepte et en prend conscience, bien qu'il parvienne à récupérer son trône usurpé par le cruel oncle Claudius qui a tué son père. Kate est la seule raison de vivre pour Hamlet qui, après sa mort prématurée, la célèbre dans un curieux enterrement, déclarant sur la tombe qu'elle a bien fait de mourir et de ne pas exister grâce à son aide.

## Notice technique
- Titre français : Un Hamlet de moins[2],[3]
- Titre original : Un Amleto in meno
- Réalisation : Carmelo Bene
- Scénario : Carmelo Bene (d'après Jules Laforgue et William Shakespeare)
- Photographie :	Mario Masini
- Montage : Mauro Contini
- Musique : Carmelo Bene
- Décors : Carmelo Bene
- Société de production : Donatello Cinematografica
- Pays de production :  Italie
- Langue originale : italien
- Format : Couleur par Technicolor • 2,35:1 • Son mono • 35 mm
- Durée : 64 minutes
- Genre : Film expérimental[4]Comédie dramatique
- Dates de sortie :
  - France : 21 mai 1973 (Festival de Cannes 1973)
  - Italie : 21 novembre 1973

## Distribution
- Carmelo Bene : Hamlet
- Lydia Mancinelli : Kate (première actrice à Elseneur)
- Alfiero Vincenti (it) : Claudius (Roi du Danemark)
- Luigi Mezzanotte (it) : Laërte
- Franco Leo : Horatio
- Pippo Tuminelli : Polonius
- Sergio Di Giulio : William (Le chef d'Elseneur)
- Isabella Russo : Ophélie
- Luciana Cante : Gertrude (Reine du Danemark)